# Afrosciadium caffrum
Afrosciadium caffrum är en växtart i släktet Afrosciadium och familjen flockblommiga växter. Den beskrevs av Carl Daniel Friedrich Meisner som Seseli caffrum, och fick sitt nu gällande namn av P.J.D. Winter 2008.
Arten är en perenn ört som förekommer i Sydafrika.